# Vivaxosaurus
Vivaxosaurus is een geslacht van uitgestorven dicynodonten uit het Laat-Perm (Changhsingien) van Rusland. Het is gevonden in Sokolki aan de noordelijke Dvina-rivier nabij Kotlas in de oblast Archangelsk in Rusland. Het leefde tijdens het Laat-Perm en was een tijdgenoot van Inostrancevia, Scutosaurus en Dvinia. Zoals alle leden van het geslacht was dit dier tandeloos, met uitzondering van prominente slagtanden en een hoornachtige snavel, zoals een schildpad.

## Geschiedenis
In 2000 werd het geslacht Vivaxosaurus benoemd door Kalandadze en Koerkin. De naam is afgeleid van vivax, 'langlevend'.
De gelijktijdige soort Dicynodon amalitzkii (Sushkin, 1926) is nauw verwant (Angielczyk en Kurkin 2003a, 2003b), hoewel volgens Lucas 2005 Dicynodon trautscholdi, Dicynodon amalitzkii, Elph borealis en Vivaxosaurus permirus allemaal synoniemen zijn, waardoor Dicynodon amalitzkii het jonger synoniem wordt van Dicynodon trautscholdi. Andere voorgestelde synoniemen zijn Gordonia annae (Amalitskii, 1922), Oudenodon venyokovi (Amalitskii, 1922) en Dicynodon annae (Amalitskii, 1922).
In 2011 werden Vivaxosaurus permirus en Dicynodon trautscholdi samengevoegd tot Vivaxosaurus trautscholdi. De soortaanduiding eert geoloog H. Trautschold. Het holotype is PIN 2005/1, een schedel. Dezelfde studie verplaatste ook Dicynodon amalitzkii naar het geslacht Peramodon. In 2012 werd Dicynodon trautscholdi verplaatst naar het geslacht Fortunodon, onafhankelijk van de synoniemisering met Vivaxosaurus permirus; dit maakt Fortunodon een subjectief jonger synoniem van Vivaxosaurus trautscholdi.